# Aloys Oberhammer
Aloys Oberhammer (* 1. Juli 1900 in Innsbruck; † 24. Februar 1983 in Wien) war ein österreichischer Politiker (ÖVP) und Landesbeamter. Oberhammer war von 1950 bis 1957 Abgeordneter zum Nationalrat und von 1957 bis 1961 Landesrat in der Tiroler Landesregierung.

## Leben
Oberhammer besuchte nach der Volksschule das Gymnasium Stella matutina in Feldkirch und legte die Kriegsmatura ab. Er studierte danach an der Universität Innsbruck und promovierte 1923 zum Dr. phil. Danach war Oberhammer im Filmhandel beschäftigt und trat 1925 in den Dienst des Caritasverbandes. Er stieg in der Folge zum stellvertretender Direktor des Verbandes auf, wurde jedoch nach der Auflösung des Vereines 1938 arbeitslos. Er arbeitete in der Folge als Lehrling und später Verkäufer in einem Elektro- und Installationsgeschäft. Nach dem Zweiten Weltkrieg war er beruflich ab 1948 als Leiter des Landesjugendamtes tätig, davor war er Landesparteisekretär der ÖVP Tirol.
Oberhammer engagierte sich zwischen 1934 und 1938 als Mitglied des Gemeinderates von Innsbruck und war vom 27. Jänner 1950 bis zum 20. Dezember 1957 Abgeordneter zum Nationalrat. Danach wirkte er als Landesrat vom 12. November 1957 bis zum 7. November 1961 in den Landesregierungen Tschiggfrey I und Tschiggfrey II. Am 10. August 1961 legt er sein Mandat als Obmann der Tiroler Volkspartei nieder. Ein Interview vom Juli zur Südtirolfrage wird ihm zum Verhängnis.
Oberhammer kämpfte für ein Selbstbestimmungsrecht Südtirols und trieb eine Resolution in der UNO mit der Forderung nach Landesautonomie für Südtirol voran. Wesentlich war beispielsweise seine Rede im Plenum des österreichischen Nationalrates zum Thema Südtirol vom 4. Dezember 1957, wo er die Südtirolfrage als einer der wesentlichen europäischen Minderheitsfragen darstellte. Am 23. Dezember 1959 beschloss die italienische Regierung ein Einreiseverbot gegen Oberhammer. Am 28. November 1961 erneuert die UNO-Vollversammlung ihre Südtirol-Resolution vom Oktober 1960, aber nicht in dem Ausmaß, welches Oberhammer erreichen wollte. Aufgrund seiner politischen Einstellung und seiner Mitarbeit beim Befreiungsausschuss Südtirol wurde er im zweiten Mailänder Prozess 1966 zu 30 Jahren Haft in Italien verurteilt.
Seit 1920 war er Mitglied der katholischen Studentenverbindung AV Austria Innsbruck.